# トルクメニスタン軍

トルクメニスタン軍の軍章

トルクメニスタン軍のラウンデル

トルクメニスタン軍（トルクメニスタンぐん）は、トルクメニスタンの国軍。1992年1月27日、旧ソビエト連邦軍のトルキスタン軍管区第1軍の部隊に基づき建軍。総員54,900人を数える。
国の規模に比し、強大な戦力が残されたため、当初はロシアとの合同司令部の指揮下に置かれていたが、1994年、合同司令部が解散され、1995年にトルクメニスタン軍最高司令官（大統領）に直属した。
軍事予算は、ほぼ1億ドルであり、GDPの3.4%に相当する。永世中立国であるため、ロシアだけではなく、中華人民共和国、ウクライナ、アメリカ合衆国、トルコ等、全方位から武器を調達している。
極度な民族主義で知られるトルクメニスタンであるが、軍内の号令、操典類は、現在に至るまでロシア語で実施されている。

## 機構

### 三軍
トルクメニスタン軍は、陸軍、空軍、海軍の三軍種から成る。
- トルクメニスタン陸軍
- トルクメニスタン空軍
- トルクメニスタン海軍

### 階級
基本的にはソ連軍・ロシア軍をはじめとする独立国家共同体圏の軍隊とほぼ同じ制度であると見られている。2004年夏、独自の階級呼称（中尉はオンバシ、大尉はユズバシ、大佐はムンバシ、将官はゴシュバシ）が採用された。

### 徴兵制
徴兵は、17歳から35歳までの男子が対象となり、期間は2年間である。毎年15万人が動員可能であるが、国軍の規模に比して多すぎる。そこで、2002年、サパルムラト・ニヤゾフ大統領は、1年間のみを軍務に当て、残り1年を無給労働に当てることにした。ニヤゾフは、失業の解消と軍事予算の削減の一石二鳥だと喜んでいた。
兵員の90%はトルクメニスタン人であるが、将校の70%は外国人（ロシア人、ウクライナ人、アルメニア人）である。

### 準軍隊
トルクメニスタンには、トルクメニスタン軍の外、各省庁が管轄する準軍隊が存在する。総員約1万8千人。
- トルクメニスタン国境庁（ロシア語版）国境軍
- トルクメニスタン内務省（ロシア語版、英語版）国内軍